# Dachsen
Dachsen é uma comuna da Suíça, situada no distrito de Andelfingen, no cantão de Zurique. Tem 2,7 km² de área e sua população em 2018 foi estimada em 1.920 habitantes.